# Dolkmuursluiper
De dolkmuursluiper (Scotophaeus quadripunctatus) is een spin uit de familie van de bodemjachtspinnen (Gnaphosidae). De spin jaagt 's nachts en verschuilt zich overdag onder rotsen en bladeren. Het lijf van de spin is ovaalvormig, smal en puntig aan de achterzijde. 